# Ian Azzopardi
Ian Azzopardi, född den 12 augusti 1982, är en maltesisk fotbollsspelare som spelar back för Valletta och han spelar också back i Maltas fotbollslandslag.

## Karriär
Ian Azzopardi började sin karriär i Floriana. Han värvades till Sliema Wanderers 2007 för en icke offentliggjord övergångssumma.
Azzopardi debuterade i landslaget 2003 och gjorde sitt första landslagsmål 2008. I kvalspelet till Världsmästerskapet i fotboll 2010 gjorde han självmål mot Sverige i en hemmamatch som Sverige vann med 1-0.